# Jean de Bosschère
Jean de Bosschère (later geschreven als De Boschère) (Ukkel, 5 juli 1878 – Châteauroux, 17 januari 1953) was een Belgisch dichter, essayist, romanschrijver, schilder, boekillustrator en kunstcriticus.

## Leven en werk
Hij werd geboren in Ukkel als de zoon van Charles de Bosschère en Hélène Marie Nancy Van der Stock. In 1884 verhuisde het gezin De Bosschère naar Lier, waar Jean een getormenteerde jeugd doorbracht vol affectie voor zijn misvormde zus Marthe, beschreven in Marthe et l’Enragé. In 1893 bezocht Jean de École d’Horticulture in Gent. In 1894 verhuisde het gezin naar Antwerpen, waar Jean in de jaren 1896-1900 naar de Koninklijke Academie voor Schone Kunsten ging. 
Tussen 1901 en 1905 verbleef hij regelmatig in Parijs waar hij kennis maakte met schrijvers die een passie hadden voor het occultisme. Op 25 maart 1905 trouwde hij met Jeanne Fanny Alexandra Janssens, van wie hij in 1923 officieel zou scheiden. Van 1905 tot 1914 schreef hij regelmatig artikelen voor de tijdschriften L’Occident en L’Art flamand et hollandais. Vanaf 1907 schreef hij ook een aantal monografieën, vooral over Vlaamse kunst. In 1909 publiceerde hij zijn eerste dichtbundel, Béâle-Gryne, die hij zelf illustreerde – zoals ook zijn latere werk – in een art-nouveaustijl die sterk was beïnvloed door de tekeningen van Aubrey Beardsley. Hij liet zich sterk beïnvloeden door het spirituele Rooms-Katholieke werk van de Franse dichter en toneelschrijver Paul Claudel, van wie hij in 1909 een lezing had bijgewoond. Toen hij in 1912 werd beschuldigd van satanisme naar aanleiding van zijn eerste roman Dolorine et les ombres (Parijs 1911), schreef hij dat toe aan de invloed van Claudel. Hij sloot in 1909 een levenslange vriendschap met de Antwerpse symbolistische dichter Max Elskamp (over wie hij in 1914 een kritische studie publiceerde), en in 1911 met de Franse schrijver André Suarès. Rond 1912 maakte hij een zware morele en emotionele crisis door, waarna hij afstand nam van het symbolisme. In 1914 maakte hij een reis naar Italië. 

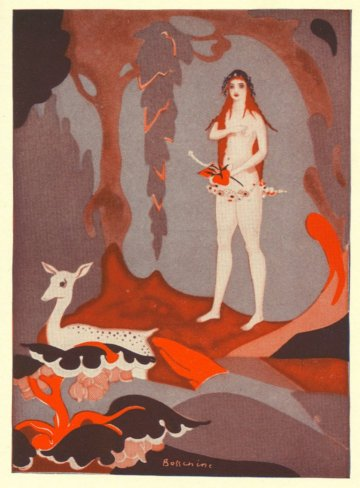
Illustratie door Jean de Bosschère bij Ovidius’ Ars Amatoria

In 1915 toen de Eerste Wereldoorlog was uitgebroken, vluchtte hij weg uit België en ging naar Londen, waar hij kennis maakte met schrijvers als John Gould Fletcher, Aldous Huxley en D.H. Lawrence; maar vooral met de 'Imagists' onder wie Ezra Pound, T.S. Eliot en Richard Aldington. Hij leerde verscheidene Londense uitgevers kennen, voor wie hij in de jaren ’20 en ’30 talloze boeken illustreerde. Onder de boeken die hij illustreerde waren bijvoorbeeld de gedichten van Oscar Wilde en Charles Baudelaire, maar ook erotische klassieke auteurs als  Aristophanes, Ovidius, Strato en Apuleius. In 1920 trok hij in bij zijn geliefde Anne Véra Hamilton, maar deze overleed in januari 1922. Eind 1922 verliet hij Londen met Élisabeth d’Ennetières, die de rest van zijn leven bij hem zou blijven. Ze vestigden zich in Albano, nabij Rome. In de winter van 1925-26 woonden ze in Brussel, daarna vanaf maart 1926 in Parijs, waar De Bosschère Antonin Artaud leerde kennen, die hij sterk beïnvloedde. Ze verbleven ook regelmatig in Solaïa nabij Siena in Italië, waar De Bosschère werkte aan zijn vele romans en poëziebundels.
Het werk van De Bosschère stond in het teken van een hardnekkig spiritueel zoeken Hij ontwikkelde tijdens zijn leven een fascinatie voor het occulte, het spirituele, het obscure en het seksuele. Hij gaf zichzelf de bijnamen ‘Satan’ en ‘l’Obscure’. Hierover schreef hij onder andere in Satan l’Obscure (1933; zijn tweede autobiografische roman na Marthe et l’Enragé), dat wel als een hoogtepunt in zijn oeuvre wordt beschouwd. 
De jaren 30 waren moeizaam voor De Bosschère. Hij schreef enkele romans die hij als mislukt beschouwde en hij kreeg in de nasleep van de economische crisis te weinig illustratie-opdrachten om van te kunnen bestaan. Hij besloot een teruggetrokken bestaan te gaan leiden. Vanaf 1938 woonde hij daarom in La Châtre in midden-Frankrijk. Hij hield vanaf 1946 een dagboek Journal d'un Rebelle Solitaire bij, dat onuitgegeven is gebleven. Ook maakte hij twee verzamelbundels van het grootste deel van zijn poëtisch oeuvre: Derniers poèmes de l'Obscur (1948) en Héritiers de l'abime (1950).
In 1952 ontving hij in september de Prix de la Méditerranée en in november het Mandat des Poètes. Een jaar later overleed hij op 74-jarige leeftijd in het ziekenhuis van Châteauroux. Al werden na zijn dood nog verscheidene werken uitgegeven, toch is veel werk van deze productieve schrijver onuitgegeven gebleven. Dit wordt bewaard in de Archives et Musée de la littérature in Brussel.